# 姜懷素

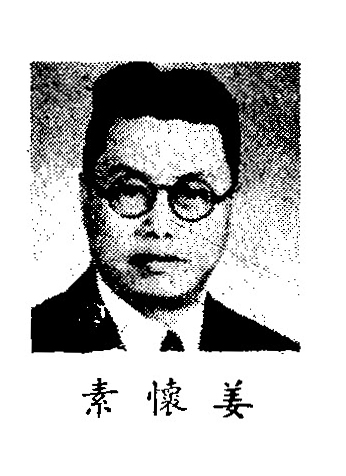

姜懷素（1899年—？），江蘇鎮江人，中華民國政治人物，畢業於上海法政大學，曾任上海市沪北区保卫团团副、上海市保卫委员会团务主任、上海市參議會議員、第一屆國大代表。